# Olof Peter Swartz

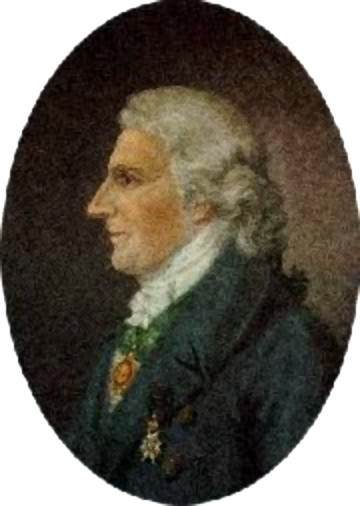
Olof Peter Swartz

Olof Peter Swartz (* 21. September 1760 in Norrköping; † 19. September 1818 in Stockholm) war ein schwedischer Botaniker. Sein offizielles botanisches Autorenkürzel lautet „Sw.“

## Leben und Wirken
Swartz promovierte 1781 im Alter von 21 Jahren an der Universität von Uppsala. Von 1783 bis 1787 bereiste er Westindien und Nordamerika, um Pflanzen zu sammeln. 1788 bereiste er England. Danach war er als Professor in Stockholm tätig. Ein Schwerpunkt seiner Arbeit waren die Sporenpflanzen.
1789 wurde er Mitglied der Deutschen Akademie der Naturforscher Leopoldina. 1805 wurde er in die American Academy of Arts and Sciences gewählt. Ab 1808 war er auswärtiges Mitglied der Bayerischen Akademie der Wissenschaften und ab 1812 korrespondierendes Mitglied der Preußischen Akademie der Wissenschaften sowie ab 1814 der Académie des sciences. 1811–1818 war er ständiger Sekretär der Königlich Schwedischen Akademie der Wissenschaften.

## Ehrungen
Die Pflanzengattung Swartzia Schreb. aus der Familie der Hülsenfrüchtler (Fabaceae) ist nach ihm benannt.

## Schriften
- Nova genera & species plantarum. Sweder, Stockholm u. a. 1788, Digitalisat.
- Observationes botanicae. Palm, Erlangen 1791, Digitalisat.
- Icones plantarum incognitarum. Fasc. 1, Sect. 1–2. Palm, Erlangen 1794–1800, Digitalisat.
- Flora Indiae occidentalis. 3 Bände. Palm, Erlangen 1797–1806.
- Synopsis Filicum. Bibliopolium novum academicum, Kiel 1806, Digitalisat.
- Summa vegetabilium Scandinaviae. s. n., Stockholm 1814.
- Adnotationes Botanicae, quas reliquit Olavus Swartz. Post mortem Auctoris collectae, [...] a Johanne Em. Wikström, (accedit biographia Swartzii, Auctoribus C. Sprengel et C.A. Agardh), Norstedt 1829, Digitalisat
- Schrader (Hrsg.): Journal für die Botanik, Heinrich Dieterich, Göttingen
  - Über die Gattung Phyllachne, in 1. Stk., 1799, S. 273 ff.
  - Genera et Species Filicum, in 2.[4.] Bd. 1. u. 2. Stk. 1800, S. 1–120
  - Cinclidium eine neue Moos Gattung, entdeckt und beschrieben von Ol Swartz, 1. Stk. [5], 1801, S. 25 ff.
- Swartz (Olavus), in: Johann Emanuel Wikström: Conspectus Litteraturae Botanicae in Suecia, Norstedt et Filii, 1831, S. 243–254, (Liste der Veröffentlichungen, Digitalisat).